# Sam Abell

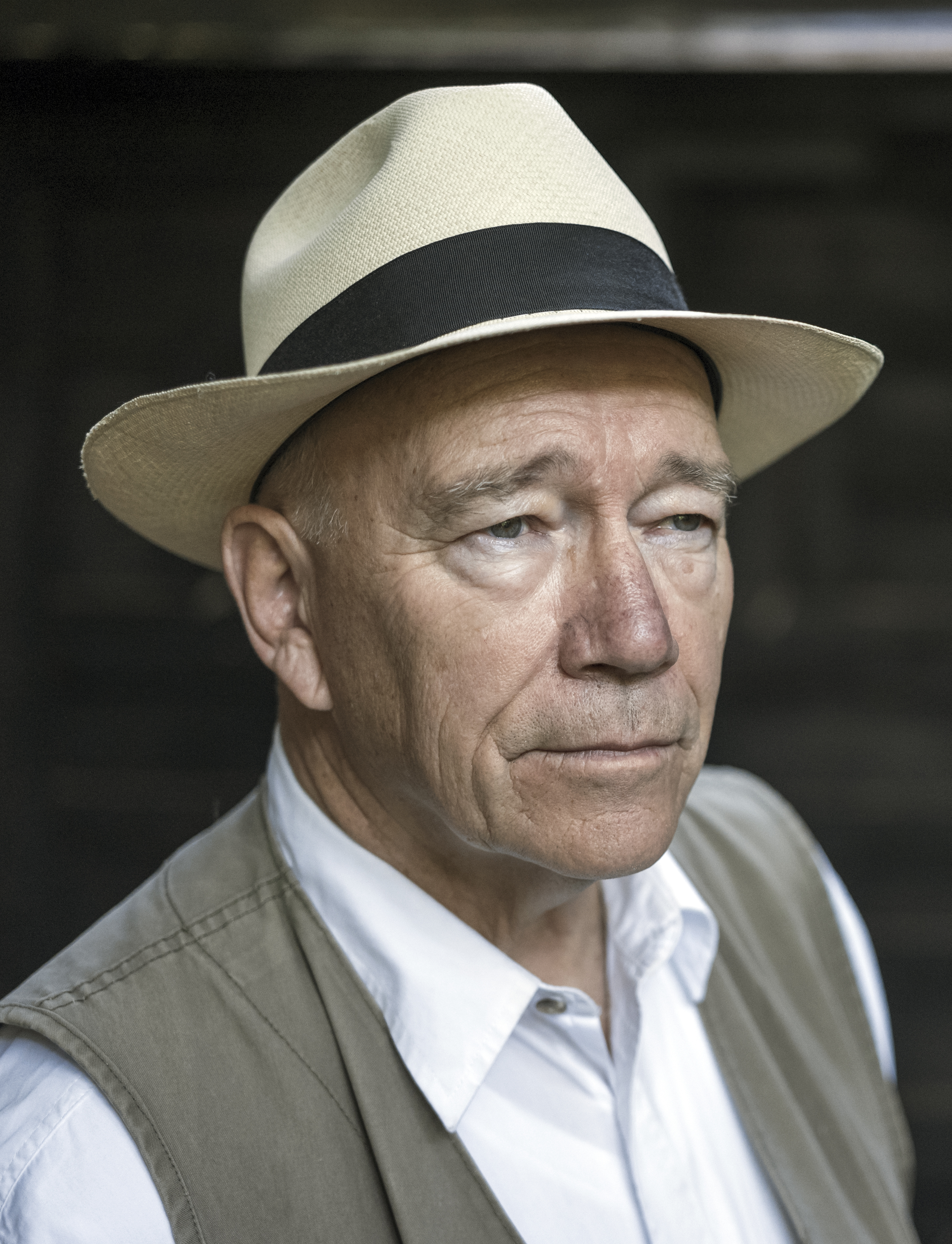
Sam Abell, 2016.

Sam Abell, född 19 februari 1945 i Sylvania i Ohio, är en amerikansk fotograf, känd för sina många bidrag till tidningen National Geographic. Han började arbeta för National Geographic 1967, och är en av de mer öppet konstnärliga fotograferna bland sina kollegor.
Abell använder sig sällan av blixtar, utan föredrar naturligt ljus. Han har sagt att han kunde vara helt nöjd med sin fotografi, även om hans enda motiv var ljuset.